# ピストルジャズ
ピストルジャズ（PISTOL JAZZ）は日本のインストバンド。

## 概要
2008年1月、瀬戸崇生（ギター）の呼びかけにより幼馴染である東野敦夫（ドラム）、森本正文（ベース）で結成。作曲、編曲は瀬戸崇生が担当。音源ではパーカッション、エレピ、トランペット等を取り入れスリーピースの荒々しさにラテンやジャズのエッセンスを取り入れている。

公開する楽曲、画像、動画すべてにおいてその著作権の放棄を公言している。

ライブではインストバンドの特性を生かし、度々ベリーダンサーや他楽器とのコラボを行い、中でも2014年11月に四国霊場24盤札所である最御崎寺の本堂内での僧侶による和太鼓集団"豊山太鼓"との即興コラボ演奏は話題となった。

2013年に紳士服ブランド「コナカ」が関東など５０店舗でピストルジャズのロゴマーク入りTシャツを発売。
また、2016年にはＫIGEKI（株）より、ＧＰＳ機能を駆使し、室戸市内に入った時にしか聴く事の出来ないシークレットトラックを収録したスマートフォン用アプリを発売する等、音楽活動以外でも独特な展開を見せた。

2021年、結成の動機であった”生きる証を残す”事を達成したことを理由に3月27日のライブをもって解散。

## 来歴
- 2008年1月 結成
- 2009年1月 高知市のライブハウスB.B.カフェにて初ステージ
- 2010年10月 インディーズレーベル「THIS IS NOT ENTERTAINMENT co.ltd（東京）」に加入
- 2011年11月 ポルトガルのネットレーベル「MIMI RECORDS」に加入
- 2021年3月27日 ラストライブを開催し解散[1]した。

## メンバー
瀬戸 崇生（せと たかお、1972年3月23日 - ）
ギター担当。高知県室戸市佐喜浜町出身。雁屋哲の漫画『美味しんぼ』87巻高知編に実名本人役で登場している。ニックネームはタカオちゃん。また、両肩にツバメのタトゥーがあることからファンからは青燕とも呼ばれる。
森本 正文（もりもと まさふみ、1970年10月22日 - ）
ベース担当。高知県室戸市佐喜浜町出身。
東野 敦夫（ひがしの あつお、1971年5月2日 - ）
ドラムス担当。高知県室戸市佐喜浜町出身。ニックネームはあつむう。
松島 弘（まつしま ひろし、1962年1月17日 - ）
パーカッション担当。東京都出身。2014年9月よりレギュラーサポートとして加入。

## 作品

### アルバム
- BOOTLEG ～pirated edition ～　リリース：2012年1月 レーベル：MIMI RECORDS[2]
- BOOTLEG vol.2 ～pirate from the land of the rising sun～ リリース：2012年1月 レーベル：MIMI RECORDS[3]
- BOOTLEG vol.3 ～way to the nirvana～ リリース：2014年10月 レーベル：MIMI RECORDS[4]
- PIRATES OF JAZZ リリース：2015年11月 レーベル：OCTAVE（ULTRA-VYBE）
- THE ORIGINAL SOUNDTRACK リリース：2016年6月 レーベル：SPETTRO RECORDS
- MADE IN JAPAN リリース：2017年8月 レーベル：SPETTRO RECORDS
- CHIC リリース：2018年12月 レーベル：SPETTRO RECORDS

#### 参加アルバム
- 高知炎上(KOCHI'S BURNING) / V.A　リリース：2011年3月 レーベル：？
- T.I.N.E / V.A　リリース：2011年6月 レーベル：THIS IS NOT ENTERTAINMENT.co.ltd
- No More Cool - Compilation Vol.1 - Indie Music Across Japan, 2015 / V.A リリース：2016年1月 レーベル：SPETTRO RECORDS
- Volume 2 / V.A リリース：2017年5月 レーベル：Ephedrina Netlabel
- Spettro Records 10th Year Anniversary - Volume 2 / V.A リリース：2020年5月 レーベル：SPETTRO RECORDS

## メディア

### テレビ番組
- 「ミュージックムーヴ」2010年8月
- 「ミュージックムーヴ」2011年6月

### ラジオ番組
- 大阪 FM802ラジオ　2009年6月
- 東京のネットラジオ「We Love Indies」　2009年6月
- 高知FMラジオ番組「熱血！音楽天国」　2010年9月
- 高知FMラジオ番組「熱血！音楽天国」2011年7月
- ポルトガルのFMラジオ「NARITA RADIOSHOW」　2011年10月
- ブラジルの音楽サイト&ネットラジオ「RE-ENTER」　2011年12月
- カナダのFMラジオ番組「OUEBE MUSIQUE」　2012年4月
- ポルトガルのFMラジオ「NARITA RADIOSHOW」　2012年5月
- 高知FMラジオ番組「熱血！音楽天国」　2012年6月
- JFNラジオ番組「Flowers (ラジオ番組)」2012年10月
- ベルギーのFMラジオ 「RADIO 106FM SCORPIO」　2013年1月
- ポルトガルのFMラジオ「NARITA RADIOSHOW」　2013年9月
- 東京のFMラジオ「TOKYO MOON」

### 紙面
- 高知新聞SONIC 2009年6月/県内実力派5組が競演 B.Bのイベント
- 高知新聞SONIC 2009年12月/多彩なロック5枚　09’高知のCD
- 高知新聞SONIC2010年2月/クールで凶暴なインスト【PISTOL　JAZZ】
- フリーペーパー「ミリカ」/　轟音ジャズロック。しかもクラブ系〝PISTOL JAZZ〟2010年3月
- 高知新聞「閑人調」/室戸の海賊　2012年6月
- 高知新聞/ロックバンド「ピストルジャズ」「室戸の海賊」世界魅了 2012年9月
- 高知新聞/3人組ロックバンド「ピストルジャズ」「室戸の海賊」大暴れ 2012年10月
- ほっとこうち/「室戸の海賊」ことバンド「PISTOL JAZZ」が世界で注目の的に！　2012年10月
- 高知新聞/〝室戸の海賊〟「ピストルジャズ」がシャツに　2013年2月
- 朝日新聞/本堂でロックコンサート 2014年11月
- 高知新聞/最御崎寺でライブ 2014年11月
- 高知新聞/室戸3人組初の全国CD 2015年10月
- 愛媛新聞/自身の楽曲 アプリで発売　高知のバンド「ピストルジャズ」2016年4月
- 高知新聞/サヨナラ”室戸の海賊”　バンド「ピストルジャズ」解散 2021年3月

### 海外サイト
- 「FURIOUS CLARITY」[5]ドイツ
- ｢rock'n'railpass｣ドイツ
- ｢YAMANOTE DREAMS｣ベルギー
- 「Note Noise」フランス
- 「KikDrum Radio」スペイン
- 「DEEPGOA」ピトケアン島
- 「Trumpet Jazz」不明
- ｢CLUBOTAKU｣[6]ポルトガル
- 「Ikigai Room」イタリア